# ONE TIMES ONE
《ONE TIMES ONE》是可苦可樂的第29張CD單曲。於2018年4月11日由Warner Music Japan發行。

## 簡介
前作《心》之後約10個半月發行。
初回限定盤收錄包括首次於東京巨蛋舉辨演唱會所演唱的《櫻花》等5首的現場聲源。

## 收錄曲
全作詞・作曲：小淵健太郎；編曲：可苦可樂
1. ONE TIMES ONE
朝日啤酒水果味酒 廣告歌
2. 接力棒（バトン）
小野薬品 廣告歌
3. 幻化成你（君になれ）
高野莓原著漫畫『成為你』合作曲[3]
4. ONE TIMES ONE （Instrumental）
5. 接力棒 （Instrumental）
6. 幻化成你 （Instrumental）

初回限定盤
1. ONE TIMES ONE
2. 接力棒
3. 幻化成你
4. 以你為名的翅膀（君という名の翼） (LIVE from 2017.8.21 東京國際論壇大樓A)
5. 湛藍而溫柔（蒼く 優しく） (LIVE from 2017.8.22 東京國際論壇大樓A)
6. 蕾 (LIVE from 2017.8.22 東京國際論壇大樓A)
7. 心 (LIVE from 2017.10.28 東京巨蛋)
8. STAGE Acoustic ver. (LIVE from 2016.6.7 SHIDAX Hall)
9. ONE TIMES ONE （Instrumental）
10. 接力棒 （Instrumental）
11. 幻化成你 （Instrumental）

## 外部連結
- ONE TIMES ONE 初回限定盤（页面存档备份，存于）
- ONE TIMES ONE 通常盤（页面存档备份，存于）